# Vincent R. Impellitteri
Vincent Richard Impellitteri, född Vincenzo Impellitteri 4 februari 1900 i Isnello i provinsen Palermo i Kungariket Italien, död 29 januari 1987 i Bridgeport i Connecticut, var en amerikansk politiker (demokrat). Han var New Yorks borgmästare 1950–1953.